# 電気グルーヴとかスチャダラパー
『電気グルーヴとかスチャダラパー』は、日本の音楽グループである電気グルーヴ、スチャダラパーの共演による電気グルーヴ×スチャダラパーのアルバム。
初回限定盤には、「Twilight」のPVやスライドショーを収録したDVDと、「かさばるフォト・ブック」と名付けられた写真集が封入されていた。

## 内容
電気グルーヴ×スチャダラパーとしての最初にして最後のアルバム。元電気グルーヴの砂原良徳が収録曲すべてを編曲。

## 収録曲
| 全作詞・作曲: 電気グルーヴ×スチャダラパー、全編曲: 砂原良徳。 |                                      |                             |                             |      |
| #                                                             | タイトル                             | 作詞                        | 作曲・編曲                  | 時間 |
| 1.                                                            | 「聖☆おじさん」                      | 電気グルーヴ×スチャダラパー | 電気グルーヴ×スチャダラパー | 4:33 |
| 2.                                                            | 「ナンバーズ」                       | 電気グルーヴ×スチャダラパー | 電気グルーヴ×スチャダラパー | 3:48 |
| 3.                                                            | 「Twilight」                         | 電気グルーヴ×スチャダラパー | 電気グルーヴ×スチャダラパー | 4:22 |
| 4.                                                            | 「ANI VS 瀧」                        | 電気グルーヴ×スチャダラパー | 電気グルーヴ×スチャダラパー | 2:04 |
| 5.                                                            | 「瀧 VS ANI」                        | 電気グルーヴ×スチャダラパー | 電気グルーヴ×スチャダラパー | 1:44 |
| 6.                                                            | 「英数／かな」                       | 電気グルーヴ×スチャダラパー | 電気グルーヴ×スチャダラパー | 2:57 |
| 7.                                                            | 「機材屋ロックンロール」             | 電気グルーヴ×スチャダラパー | 電気グルーヴ×スチャダラパー | 3:55 |
| 8.                                                            | 「目ゲキ者!!!!」                     | 電気グルーヴ×スチャダラパー | 電気グルーヴ×スチャダラパー | 3:18 |
| 9.                                                            | 「ミッドナイトコネクション」         | 電気グルーヴ×スチャダラパー | 電気グルーヴ×スチャダラパー | 2:56 |
| 10.                                                           | 「Love Love Session」                | 電気グルーヴ×スチャダラパー | 電気グルーヴ×スチャダラパー | 3:58 |
| 11.                                                           | 「B.A.P.」                           | 電気グルーヴ×スチャダラパー | 電気グルーヴ×スチャダラパー | 3:16 |
| 12.                                                           | 「羊たちのエレジー」                 | 電気グルーヴ×スチャダラパー | 電気グルーヴ×スチャダラパー | 3:14 |
| 13.                                                           | 「マシーン少女タムタム〜おわりの唄」 | 電気グルーヴ×スチャダラパー | 電気グルーヴ×スチャダラパー | 2:18 |
| 合計時間:                                                     | 合計時間:                            | 42:23                       |                             |      |

| #  | タイトル                                 | 作詞 | 作曲・編曲 |
| -- | ---------------------------------------- | ---- | ---------- |
| 1. | 「TWILIGHT #1.アブストラクトな林檎たち」 |      |            |
| 2. | 「TWILIGHT #2.ふぞろいのネジ屋敷」       |      |            |
| 3. | 「PHOTO」                                |      |            |

## 参加ミュージシャン
- 電気グルーヴ
  - 石野卓球
  - ピエール瀧
- スチャダラパー
  - BOSE
  - ANI
  - SHINCO

- 砂原良徳 - プログラミング、キーボード
- 七尾旅人 - ボーカル（1,6曲目）
- 堀江美都子 - ボーカル（13曲目）
- 荒川良々 - ボイス（9曲目）
- パイプイス - ボイス（9曲目）
- 極上シビレ - ボイス（9曲目）